# 스노브

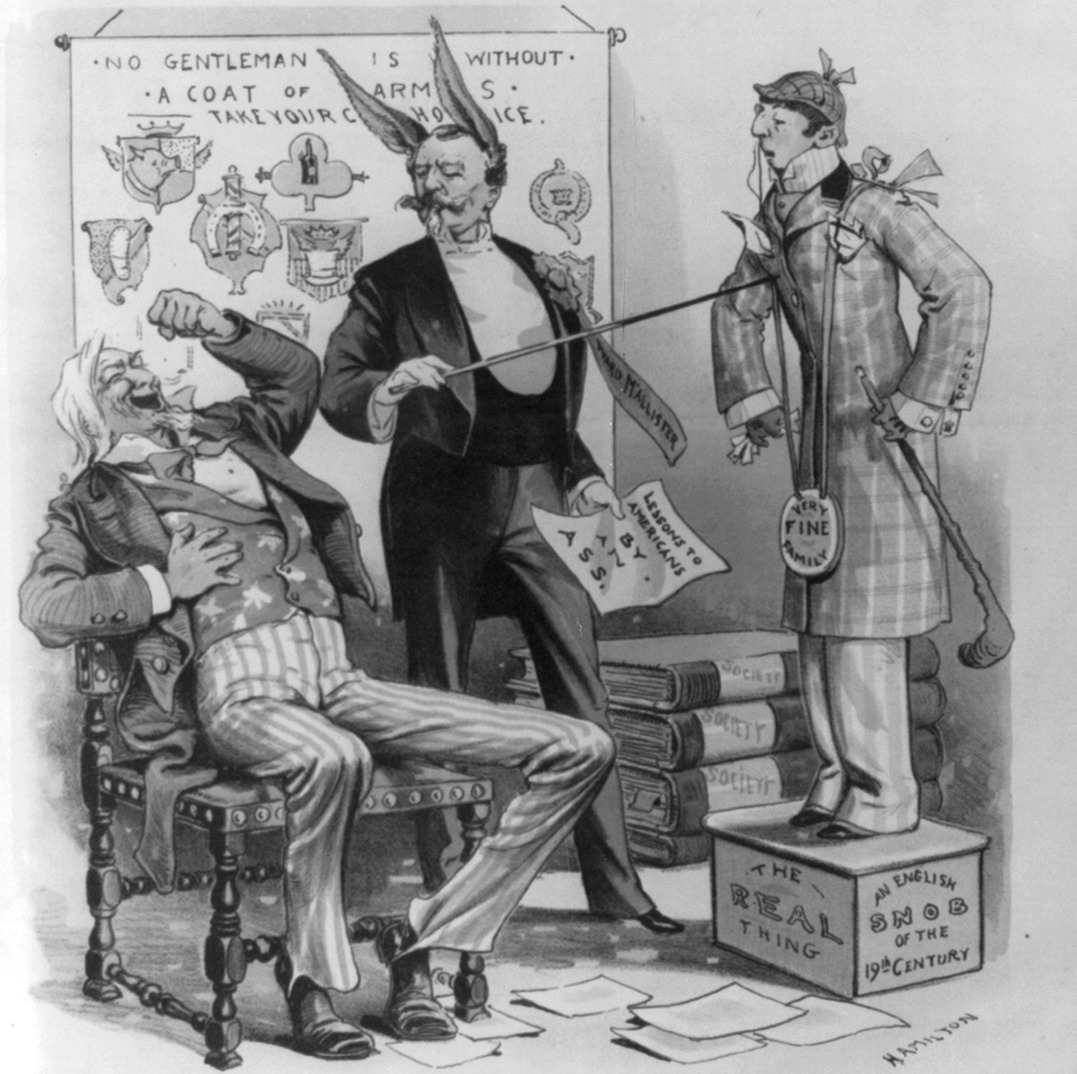

스노브(snob)는 사회적 지위와 인간의 가치 사이에 연관 관계가 있다고 믿는 사람을 가리키는 경멸적인 단어이다. 스노브는 더 낮은 사회 계층, 교육 수준, 기타 사회 분야의 사람들보다 우월감을 느끼는 사람을 가리키기도 한다. 스노버리(snobbery)라는 단어는 속물근성을 의미하며 1820년대에 잉글랜드에서 처음 사용되기 시작했다.

## 같이 보기
- 오만 (자기애)
- 자기주장훈련
- 경멸
- 차별
- 엘리트주의
- 자격권리
- 선망
- 열등감
- 질투
- 나르시시즘
- 편견
- 명성
- 프리마돈나
- 존경
- 우월감